# Туровець Юрій Миколайович
Туровець Юрій Миколайович (нар. 7 червня 1984, Кам'янець-Подільський) — український правник, адвокат, викладач, науковець.

## Освіта
2002—2008 рр. — закінчив із відзнакою Хмельницький університет управління та права за спеціальністю «Правознавство», кваліфікаційний рівень «магістр права».
2007—2011 рр. — закінчив ад'юнктуру Національної академії внутрішніх справ (м. Київ).
2008—2009 рр. — закінчив Українську школу законотворчості Інституту законодавства Верховної Ради України.
2013 р. — за результатами успішного захисту дисертації у спеціалізованій вченій раді Київського національного університету ДПС України рішенням Атестаційної колегії МОН України присуджено науковий ступінь кандидата юридичних наук із спеціальності 12.00.09 (кримінальний процес та криміналістика; судова експертиза; оперативно-розшукова діяльність) на підставі прилюдного захисту дисертації на тему: «Початковий етап розслідування злочинів проти довкілля».
2015 р. — рішенням Атестаційної колегії Міністерства освіти і науки України присвоєно вчене звання доцента кафедри кримінального права та процесу.
2018 р. — рішенням Ради адвокатів Хмельницької області № 3-2.1/18 від 14.02.2018 року видано Свідоцтво на право на зайняття адвокатською діяльністю № 000139.
2020 р. — Вченою радою Хмельницького університету управління та права ім. Леоніда Юзькова затверджено тему дисертації на здобуття наукового ступеня доктора наук за спеціальністю 081 Право «Адміністративні послуги у сфері будівництва: теоретико-правові та практичні засади» (науковий керівник — доктор юридичних наук, професор, член-кореспондент НАПН України, заслужений юрист України, Буханевич О. М.).
2020  —2022 рр.— вступив до Інституту інноваційної освіти Київського національного університету будівництва і архітектури та здобув  другу вищу освіту за спеціальністю 191 «Архітектура та містобудування» освітня програма «Архітектура будівель та споруд», освітній ступінь «магістр».

## Трудова діяльність
З січня 2007 року по серпень 2008 року юрисконсульт юридичної клініки Хмельницького університету управління та права.
З вересня 2008 року і по даний час — викладач, старший викладач, доцент, професор кафедри кримінального права та процесу Хмельницького університету управління та права.
Є автором (співавтором) понад 50 наукових та навчально методичних праць.
Також працював на різних посадах в органах державної виконавчої влади:
- з червня 2010 року по травень 2012 року — заступник начальника Головного управління праці та соціального захисту населення Хмельницької облдержадміністрації .
- з травня 2012 року по квітень 2014 року — заступник начальника управління з питань внутрішньої політики, заступник начальника управління інформаційної діяльності та комунікацій з громадськістю Хмельницької облдержадміністрації.

З квітня 2014 по жовтень 2019 року — працював на приватних підприємствах надаючи юридичні послуги (в т.ч. юридичний супровід будівництва багатоквартирних житлових будинків).
З жовтня 2019 року по серпень 2022 року — працював в Апараті Верховної Ради України на посаді помічника-консультанта народного депутата України Заславського Ю. І. (ПП «СЛУГА НАРОДУ») на час його депутатських повноважень (патронатна служба).
З березня 2018 року — адвокат, засновник та керівник у Адвокатському бюро «ТУРОВЕЦЬ ТА ПАРТНЕРИ»

## Громадська діяльність
Засновник та голова Хмельницької обласної громадської організації «Астрея», яка успішно працює на території Хмельницької області з березня 2008 року і об'єднує студентів правників та практикуючих юристів, які надають безоплатну правову допомогу населенню області. Член Громадської ради при Хмельницькій облдержадміністрації (2011—2012 рр.).
Депутат Красилівської районної ради Хмельницької області VI скликання (2010—2015 рр.)
Депутат Хмельницької міської ради VIII скликання (з 2020 року).
Здійснюючи громадську діяльність брав участь у реалізації таких грантових проектів:
«Розвиток юридичної клінічної освіти в Хмельницькому регіоні» (2005 р.), наданого Міжнародним Фондом «Відродження»;
«Нормотворення в юридичних клініках» (2006—2007 р.р.), наданого Американською асоціацією юристів Правова ініціатива в Центральній Європі та Євразії (АВЕ/СЕЕLІ) — як волонтер;
«Розширення консультативно-просвітницької діяльності юридичної клініки Хмельницького університету управління та права в Хмельницькому регіоні» (2006—2007 р.р.), наданого Міжнародним Фондом «Відродження», «Нормотворення в юридичних клініках» (2006—2007 р.р.), наданого Американською асоціацією юристів Правова ініціатива в Центральній Європі та Євразії (АВЕ/СЕЕLІ), «Первинна правова допомога та нормотворення як пріоритетні напрямки діяльності сучасної юридичної клініки» (2008 р.), наданого Міжнародним Фондом «Відродження» — як виконавець.
Впродовж 2015—2016 рр. спільно із Хмельницьким місцевим центром надання безоплатної вторинної правової допомоги та Благодійною організацією «Фонд родини Кольгофер» реалізовував ПЕРШИЙ в Україні правопросвітницький волонтерський проект: «Налагодження механізмів надання безоплатної правової допомоги населенню новоутворених Меджибізької та Летичівської територіальних громад», за результатами якого близько 200 осіб отримали безоплатну первинну правову допомогу та 39 осіб отримали вторинну правовому допомогу, а також було розроблено рекомендації для органів місцевого самоврядування та юстиції з відповідної проблематики.
У червні 2018 року ініціював у співпраці із Хмельницьким регіональним телеканалом ДП "ДТА «33 канал» та Міністерством юстиції України створення телепроекту під назвою «#ЯМаюПраво #ЗПершихВуст» у форматі інтерв'ю правопросвітницького характеру (автор, ведучий програми), в рамках якого створено понад десять програм за участі Голови Конституційного Суду України, Міністра юстиції України, Міністра соціальної політики України, першого заступника та заступників Міністра юстиції України, суддів Верховного Суду та ін.
З лютого по жовтень 2023 року працював у складі робочої групи Комітету ВРУ з правової політики над  удосконаленням процедури добору суддів та внесенню відповідних змін до Закону України «Про судоустрій і статус суддів».
З квітня 2023 року по даний час перебуває у складі робочої групи Комітету ВРУ з питань організації державної влади, місцевого самоврядування, регіонального розвитку та містобудування, яка працює над проектом Містобудівного кодексу України.

## Заслуги та нагороди
Переможець Всеукраїнського конкурсу «Молодий правник 2018 року» організованого Координаційною радою молодих юристів при Мін'юсті України за підтримки американського народу, наданої через Агентство США з міжнародного розвитку (USAID) в рамках Програми «Нове правосуддя», у номінації «Молодий правник — громадський діяч».
Нагороди:
Почесна відзнака Національної асоціації адвокатів України ІІІ ступеня (2024), Почесна грамота Кабінету Міністрів України (2024 р.), Подяка Міністра юстиції України (2018 р.), Почесна грамота Хмельницької облдержадміністрації (2010 р., 2018 р.), Почесна грамота Хмельницької обласної ради (2013 р.), Почесна грамота Головного управління юстиції у Хмельницькій області (2007 р., 2018 р.), Почесна грамота благодійного фонду «Закон і справедливість» (2004 р.).
Державні нагороди: Указом Президента України від 27.06.2020 року № 254/2020 присвоєно почесне звання «Заслужений юрист України».